# Expanze šakala obecného do Česka

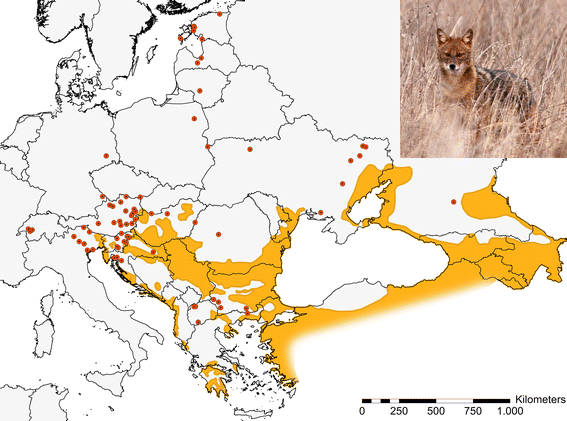
Rozšíření šakala obecného k roku 2015

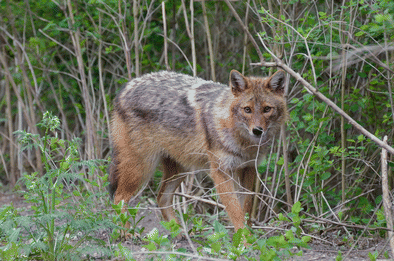
Šakal ve východním Polsku

Šakal obecný je středně velká psovitá šelma žijící od jihovýchodní Asie až po Balkán. Pravděpodobně kvůli současným klimatickým změnám se jeho poddruh Canis aureus ecsedensis v současné době rozšiřuje i do Česka. Nahrává mu zde též pouze malá populace vlků (v letech 1914–1994 podle všeho žádný vlk na území ČR nežil).
Lidé si ho často pletou s liškou. Šakal však může vážit až 20 kg a podobat se vlku.
České krajiny jsou pro něj ideálním územím, jelikož požírá stejně jako liška drobné hlodavce a zajíce. Dále se živí mršinami, lidskými odpadky i ovocem. Početné české srnky a ptáky neloví. Byť na lov ze strany člověka reaguje vyšším počtem narozených mláďat, není možné ho označit za invazivní druh, protože do Česka nebyl nikým zavlečen. Do krátké budoucnosti nelze předvídat kontakt mezi šakalem a jinými šelmami, nicméně obvykle zaplňují území bez vlků, s jejich příchodem pak mizí lišky.
Mezi další příčiny expanze se též uvádí, že krutých zim v Česku ubývá, což mu pomáhá, protože neumí tak dobře jako liška lovit hlodavce ve sněhu. Druhou souvislostí je také fakt, že vlčí smečky na Balkáně se rozpadly, a šakal se tak přemnožil.

## Historie pozorování
Šakal není původní české zvíře. První nedoložené pozorování šakala v Česku je z května 1998, když se tu objevil jedinec z Rakouska, a to v okolí Kropáčovy Vrutice na Mělnicku. Stal se tak nejnovější šelmou žijící v Česku (po norku americkém, rozšířeném v 80. letech 20. století).
V roce 2004 byl pozorován poblíž Tvrdonic a u Bulhar., v roce 2005 se pohyboval poblíž Valtic. 19. března 2006 byl u Podolí nalezen uhynulý samec, jednalo se první jednoznačný důkaz výskytu šakala v Česku. V roce 2007 byl spatřen na Českokrumlovsku u zaniklé osady Horní Ureš, 6. dubna 2009 byl viděn „zesláblý“ jedinec poblíž Zbirohu.
V roce 2010 byl pozorován na Valticku, v lokalitě „Lednické louky“, dva jedinci byli monitorováni u D1 u Kojetína a 26. prosince byl nalezen uhynulý samec mezi katastry Klobouky u Brna a Morkůvky. Jedná se o druhý průkazný výskyt.
První vyfotografování se podařilo v roce 2015 studentce Univerzity Karlovy Kláře Pyškové v Polabí. Zachytila i třicetisekundové vytí. U tohoto jedince ale nebylo jisté, zda se na území Česka usadil, nebo pouze prochází. Teprve v roce 2017 bylo díky záběrům z fotopastí dokázáno, že se v Česku šakalové obecní také rozmnožují. Samice s mláďaty byla vyfocena v bývalém vojenském prostoru Milovice-Mladá na Nymbursku. Jedná se zároveň i o nejsevernější lokalitu Evropy, kde byla zaznamenána rozmnožující se populace šakalů obecných.
V roce 2025 byla fotopastmi zachycena dvojice šakalů v CHKO Pálava.